# 四月になれば彼女は
『四月になれば彼女は』（しがつになればかのじょは）は、川村元気による日本の恋愛小説。『週刊文春』2016年5月5日・12日号から10月6日号まで連載され、2016年11月4日に文藝春秋から刊行されたのち、2019年7月10日に文庫化された。
当初、川村は恋愛小説を書こうと思っていたが、自身の周辺で恋愛が消滅していることを悟り、「ならば恋愛がないことを物語にすればいい」と思い立ち、さらに40代の精神科医からの話を聞いた上で小説のテーマを「わたしたちは、自分の問題だけは解決することができない」と定めてこの小説を書き上げたという。

## 登場人物
藤代俊
都内の大学病院に勤務する精神科医。大学の医学部に通っていた頃は写真部の副部長を務めていた。父親は東京郊外の街で開業していた内科医。両親は大学時代に離婚。婚約者の坂本弥生とマンションで同居し、「ウディ・アレン」と名付けた子猫を飼う。
伊予田春
藤代俊の初恋の相手であり、元恋人。青森県出身。高校2年のころからカメラ(写真撮影)を始める。大学時代は文学部。写真部では藤代俊の2学年下の後輩。祖父から譲り受けた一眼レフのカメラを愛用している。ボリビアのウユニ、チェコのプラハ、アイスランドのレイキャビクを旅し、元恋人の藤代俊に手紙を送ってくる。
坂本弥生
獣医。藤代俊の婚約者。藤代俊の3歳上。同じ大学の獣医学部を卒業。大学構内にある大学病院に獣医として勤務していたときに、同じ大学構内にある獣医学部の校舎で、藤代俊と出会う。
松尾(坂本)純
坂本弥生の4歳下の妹。人材派遣会社で事務をしながらバイトを掛け持ちしている。既婚。夫の松尾は10歳上で公立高校の数学教師。結婚して3年経つが未だに夫を「松尾さん」と呼ぶ。
小泉奈々
藤代俊と同じ大学病院に勤務する優秀な精神科医。藤代俊の後輩。長い手足に卵型の小顔で大学時代はよくモデルにスカウトされていた。一年中ノーメイクで過ごすため肌は白くなめらか。極端に短くしたショートヘア、知的な雰囲気だが男性を拒絶する空気をまとう。※原作では「奈々」のみ。
タスク
藤代俊の年下の親友。藤代俊の友人の新居祝いの場で同僚として紹介されて以来、定期的に会う飲み友だちになる。
ペンタックス
藤代俊の大学時代の写真部の同期で、写真部の部長。いつもペンタックス社のTシャツを着用しているので藤代俊が命名。ペンタックス製のカメラを愛していて、その素晴らしさに熱弁をふるう。かなりのおしゃべり。
中河
海辺の小さな町にある終末期患者を受け入れる病院の女性医師。
大島
藤代俊や伊予田春の大学の写真部に度々顔を見せに来る、多くの部員に慕われるOB(元部員)。かつてはライカのカメラを愛用。大学時代にアイスランドを旅したことがある。既婚。(※大島は、映画には登場しない)

## 書誌情報
- 川村元気『四月になれば彼女は』
  - 単行本：2016年11月04日発売、文藝春秋、ISBN 978-4-16-390553-2
  - 文庫本：2019年07月10日発売、文春文庫、ISBN 978-4-16-791307-6

## 映画
2024年3月22日に公開。監督は山田智和、主演は佐藤健。監督の山田にとって本作が長編映画初監督作となる。

### キャスト
- 藤代俊：佐藤健
- 坂本弥生：長澤まさみ[7]
- 伊予田春：森七菜[7]
- タスク：仲野太賀[8]
- ペンタックス：中島歩[8]
- 坂本純：河合優実[8]
- 小泉奈々：ともさかりえ[8]
- 北村：橋本じゅん[9]
- 桑原：水澤紳吾[9]
- 高橋：瀬奈じゅん[9]
- 長谷川綾子：島かおり[9]
- 中河玲子：高田聖子[9]
- 伊予田衛[注 3]：竹野内豊[8]

### スタッフ
- 原作：川村元気『四月になれば彼女は』（文春文庫）
- 監督：山田智和
- 脚本：木戸雄一郎、山田智和、川村元気
- 音楽：小林武史
- 主題歌：藤井風「満ちてゆく」（HEHN RECORDS / UNIVERSAL SIGMA）[11]
- 製作：市川南
- 共同製作：上田太地、小山洋平、古澤佳寛、潮田一、弓矢政法、渡辺章仁、飯窪成幸、奥村景二
- エグゼクティブプロデューサー：臼井央、千葉伸大
- プロデューサー：山田兼司、春名慶、岡村和佳菜、伊藤太一
- ラインプロデューサー：長汐祐人
- 撮影：今村圭佑
- 照明：平山達弥
- 音響：白取貢
- 美術：林チナ
- 装飾：天野竜哉
- 編集：瀬谷さくら
- 衣装：小林身和子
- ヘアメイク：荒井智美
- キャスティング：田端利江、山下葉子
- 音響効果：北田雅也
- VFX：渡邉祐貴
- 助監督：松尾崇
- 制作担当：堀井雅晃
- 音楽プロデューサー：成川沙世子
- 宣伝プロデューサー：川野悌、豊澤康弘
- メディアプロモーション：松本令菜
- 配給：東宝
- 制作プロダクション：AOI Pro.
- 製作：「四月になれば彼女は」製作委員会（東宝、博報堂DYミュージック&ピクチャーズ、STORY inc.、AOI Pro.、ジェイアール東日本企画、ローソングループ、文藝春秋、日本出版販売）